# Marele Premiu al Spaniei
Marele Premiu al Spaniei este o cursă organizată anual în Spania, care face parte din calendarul Formulei 1.

## Istoric
Marele Premiu al Spaniei, prima dată organizat acum peste o sută de ani, este una dintre cele mai vechi curse de motorsport din lume. Organizată frecvent de-a lungul secolului 20, cursa a fost găzduită în mai multe ocazii la Circuito Lasarte până la izbucnirea Războiului Civil Spaniol. Eventul s-a întors la noul circuit, Pedralbes, în anii 50. Din 1967, a obținut un loc în calendarul Formulei 1 la o varietate de circuite precum Circuito del Jarama, Circuito de Jerez și din 1991, Circuit de Barcelona-Catalunya.

## Edițiile Marelui Premiu al Spaniei (Formula 1)
| An     | Pole position      | Cel mai rapid tur    | Pilotul câștigător | Constructorul câștigător   | Circuit   |
| ------ | ------------------ | -------------------- | ------------------ | -------------------------- | --------- |
| 1951   | Alberto Ascari     | Juan Manuel Fangio   | Juan Manuel Fangio | Alfa Romeo                 | Pedralbes |
| 1954   | Alberto Ascari     | Alberto Ascari       | Mike Hawthorn      | Ferrari                    | Pedralbes |
| 1968   | Chris Amon         | Jean-Pierre Beltoise | Graham Hill        | Lotus-Ford                 | Jarama    |
| 1969   | Jochen Rindt       | Jochen Rindt         | Jackie Stewart     | Matra-Ford                 | Montjuïc  |
| 1970   | Jack Brabham       | Jack Brabham         | Jackie Stewart     | March-Ford                 | Jarama    |
| 1971   | Jacky Ickx         | Jacky Ickx           | Jackie Stewart     | Tyrrell-Ford               | Montjuïc  |
| 1972   | Jacky Ickx         | Jacky Ickx           | Emerson Fittipaldi | Lotus-Ford                 | Jarama    |
| 1973   | Ronnie Peterson    | Ronnie Peterson      | Emerson Fittipaldi | Lotus-Ford                 | Montjuïc  |
| 1974   | Niki Lauda         | Niki Lauda           | Niki Lauda         | Ferrari                    | Jarama    |
| 1975   | Niki Lauda         | Mario Andretti       | Jochen Mass        | McLaren-Ford               | Montjuïc  |
| 1976   | James Hunt         | Jochen Mass          | James Hunt         | McLaren-Ford               | Jarama    |
| 1977   | Mario Andretti     | Jacques Laffite      | Mario Andretti     | Lotus-Ford                 | Jarama    |
| 1978   | Mario Andretti     | Mario Andretti       | Mario Andretti     | Lotus-Ford                 | Jarama    |
| 1979   | Jacques Laffite    | Gilles Villeneuve    | Patrick Depailler  | Ligier-Ford                | Jarama    |
| 1981   | Jacques Laffite    | Alan Jones           | Gilles Villeneuve  | Ferrari                    | Jarama    |
| 1986   | Ayrton Senna       | Nigel Mansell        | Ayrton Senna       | Lotus-Renault              | Jerez     |
| 1987   | Nelson Piquet      | Gerhard Berger       | Nigel Mansell      | Williams-Honda             | Jerez     |
| 1988   | Ayrton Senna       | Alain Prost          | Alain Prost        | McLaren-Honda              | Jerez     |
| 1989   | Ayrton Senna       | Ayrton Senna         | Ayrton Senna       | McLaren-Honda              | Jerez     |
| 1990   | Ayrton Senna       | Riccardo Patrese     | Alain Prost        | Ferrari                    | Jerez     |
| 1991   | Gerhard Berger     | Riccardo Patrese     | Nigel Mansell      | Williams-Renault           | Catalunya |
| 1992   | Nigel Mansell      | Nigel Mansell        | Nigel Mansell      | Williams-Renault           | Catalunya |
| 1993   | Alain Prost        | Michael Schumacher   | Alain Prost        | Williams-Renault           | Catalunya |
| 1994   | Michael Schumacher | Michael Schumacher   | Damon Hill         | Williams-Renault           | Catalunya |
| 1995   | Michael Schumacher | Damon Hill           | Michael Schumacher | Benetton-Renault           | Catalunya |
| 1996   | Damon Hill         | Michael Schumacher   | Michael Schumacher | Ferrari                    | Catalunya |
| 1997   | Jacques Villeneuve | Giancarlo Fisichella | Jacques Villeneuve | Williams-Renault           | Catalunya |
| 1998   | Mika Häkkinen      | Mika Häkkinen        | Mika Häkkinen      | McLaren-Mercedes           | Catalunya |
| 1999   | Mika Häkkinen      | Michael Schumacher   | Mika Häkkinen      | McLaren-Mercedes           | Catalunya |
| 2000   | Michael Schumacher | Mika Häkkinen        | Mika Häkkinen      | McLaren-Mercedes           | Catalunya |
| 2001   | Michael Schumacher | Michael Schumacher   | Michael Schumacher | Ferrari                    | Catalunya |
| 2002   | Michael Schumacher | Michael Schumacher   | Michael Schumacher | Ferrari                    | Catalunya |
| 2003   | Michael Schumacher | Rubens Barrichello   | Michael Schumacher | Ferrari                    | Catalunya |
| 2004   | Michael Schumacher | Michael Schumacher   | Michael Schumacher | Ferrari                    | Catalunya |
| 2005   | Kimi Räikkönen     | Giancarlo Fisichella | Kimi Räikkönen     | McLaren-Mercedes           | Catalunya |
| 2006   | Fernando Alonso    | Felipe Massa         | Fernando Alonso    | Renault                    | Catalunya |
| 2007   | Felipe Massa       | Felipe Massa         | Felipe Massa       | Ferrari                    | Catalunya |
| 2008   | Kimi Räikkönen     | Kimi Räikkönen       | Kimi Räikkönen     | Ferrari                    | Catalunya |
| 2009   | Jenson Button      | Rubens Barrichello   | Jenson Button      | Brawn-Mercedes             | Catalunya |
| 2010   | Mark Webber        | Lewis Hamilton       | Mark Webber        | RBR-Renault                | Catalunya |
| 2011   | Mark Webber        | Lewis Hamilton       | Sebastian Vettel   | RBR-Renault                | Catalunya |
| 2012   | Pastor Maldonado   | Romain Grosjean      | Pastor Maldonado   | Williams-Renault           | Catalunya |
| 2013   | Nico Rosberg       | Esteban Gutiérrez    | Fernando Alonso    | Ferrari                    | Catalunya |
| 2014   | Lewis Hamilton     | Sebastian Vettel     | Lewis Hamilton     | Mercedes                   | Catalunya |
| 2015   | Nico Rosberg       | Lewis Hamilton       | Nico Rosberg       | Mercedes                   | Catalunya |
| 2016   | Lewis Hamilton     | Daniil Kveat         | Max Verstappen     | Red Bull Racing-TAG Heuer  | Catalunya |
| 2017   | Lewis Hamilton     | Lewis Hamilton       | Lewis Hamilton     | Mercedes                   | Catalunya |
| 2018   | Lewis Hamilton     | Daniel Ricciardo     | Lewis Hamilton     | Mercedes                   | Catalunya |
| 2019   | Valtteri Bottas    | Lewis Hamilton       | Lewis Hamilton     | Mercedes                   | Catalunya |
| 2020   | Lewis Hamilton     | Valtteri Bottas      | Lewis Hamilton     | Mercedes                   | Catalunya |
| 2021   | Lewis Hamilton     | Max Verstappen       | Lewis Hamilton     | Mercedes                   | Catalunya |
| 2022   | Charles Leclerc    | Sergio Pérez         | Max Verstappen     | Red Bull Racing-RBPT       | Catalunya |
| 2023   | Max Verstappen     | Max Verstappen       | Max Verstappen     | Red Bull Racing-Honda RBPT | Catalunya |
| 2024   | Lando Norris       | Lando Norris         | Max Verstappen     | Red Bull Racing-Honda RBPT |           |
| Sursa: |                    |                      |                    |                            |           |

### Statistici
Nouă piloți au obținut cel puțin câte un hat-trick (pole position, cel mai rapid tur și victorie într-o cursă): Niki Lauda în 1974, Mario Andretti în 1978, Nigel Mansell în 1992, Mika Häkkinen în 1998, Michael Schumacher în 2001, 2002 și 2004, Mika Häkkinen în 2007, Kimi Räikkönen în 2008, Lewis Hamilton în 2017 și Max Verstappen în 2023.
Piloții și echipele îngroșate concurează în sezonul actual de Formula 1.

### Multipli câștigători
| Victorii | Pilot              | Ani                                |
| -------- | ------------------ | ---------------------------------- |
| 6        | Michael Schumacher | 1995, 1996, 2001, 2002, 2003, 2004 |
| 6        | Lewis Hamilton     | 2014, 2017, 2018, 2019, 2020, 2021 |
| 4        | Max Verstappen     | 2016, 2022, 2023, 2024             |
| 3        | Jackie Stewart     | 1969, 1970, 1971                   |
| 3        | Nigel Mansell      | 1987, 1991, 1992                   |
| 3        | Alain Prost        | 1988, 1990, 1993                   |
| 3        | Mika Häkkinen      | 1998, 1999, 2000                   |
| 2        | Emerson Fittipaldi | 1972, 1973                         |
| 2        | Mario Andretti     | 1977, 1978                         |
| 2        | Ayrton Senna       | 1986, 1989                         |
| 2        | Kimi Räikkönen     | 2005, 2008                         |
| 2        | Fernando Alonso    | 2006, 2013                         |

| Victorii | Constructor | Ani                                                                    |
| -------- | ----------- | ---------------------------------------------------------------------- |
| 12       | Ferrari     | 1954, 1974, 1981, 1990, 1996, 2001, 2002, 2003, 2004, 2007, 2008, 2013 |
| 8        | McLaren     | 1975, 1976, 1988, 1989, 1998, 1999, 2000, 2005                         |
| 7        | Williams    | 1987, 1991, 1992, 1993, 1994, 1997, 2012                               |
| 7        | Mercedes    | 2014, 2015, 2017, 2018, 2019, 2020, 2021                               |
| 6        | Lotus       | 1968, 1972, 1973, 1977, 1978, 1986                                     |
| 6        | Red Bull    | 2010, 2011, 2016, 2022, 2023, 2024                                     |

### Multipli deținători depole position
| Pole-uri | Pilot              | Ani                                      |
| -------- | ------------------ | ---------------------------------------- |
| 7        | Michael Schumacher | 1994, 1995, 2000, 2001, 2002, 2003, 2004 |
| 6        | Lewis Hamilton     | 2014, 2016, 2017, 2018, 2020, 2021       |
| 4        | Ayrton Senna       | 1986, 1988, 1989, 1990                   |
| 2        | Alberto Ascari     | 1951, 1954                               |
| 2        | Jacky Ickx         | 1971, 1972                               |
| 2        | Niki Lauda         | 1974, 1975                               |
| 2        | Mario Andretti     | 1977, 1978                               |
| 2        | Jacques Laffite    | 1979, 1980                               |
| 2        | Mika Häkkinen      | 1998, 1999                               |
| 2        | Kimi Räikkönen     | 2005, 2008                               |
| 2        | Mark Webber        | 2010, 2011                               |
| 2        | Nico Rosberg       | 2013, 2015                               |

### Multipli deținători de cel mai rapid tur
| CMRT | Pilot                | Ani                                      |
| ---- | -------------------- | ---------------------------------------- |
| 7    | Michael Schumacher   | 1993, 1994, 1996, 1999, 2001, 2002, 2004 |
| 5    | Lewis Hamilton       | 2010, 2011, 2015, 2017, 2019             |
| 2    | Jacky Ickx           | 1971, 1972                               |
| 2    | Mario Andretti       | 1975, 1978                               |
| 2    | Nigel Mansell        | 1986, 1992                               |
| 2    | Mika Häkkinen        | 1998, 2000                               |
| 2    | Giancarlo Fisichella | 1997, 2005                               |
| 2    | Felipe Massa         | 2006, 2007                               |
| 2    | Rubens Barrichello   | 2003, 2009                               |
| 2    | Max Verstappen       | 2021, 2023                               |

## Câștigătorii Marelui Premiu al Spaniei (Non-Formula 1)
Câștigătorii edițiilor care nu au făcut parte din Campionatul Mondial de Formula 1.
| An          | Pilot                 | Mașină            | Locație           |                   |
| ----------- | --------------------- | ----------------- | ----------------- | ----------------- |
| 1913        | Carlos de Salamanca   | Rolls-Royce       | Guadarrama        |                   |
| 1914 – 1922 | Nu s-a desfășurat     | Nu s-a desfășurat | Nu s-a desfășurat | Nu s-a desfășurat |
| 1923        | Albert Divo           | Sunbeam           | Sitges-Terramar   |                   |
| 1924 – 1925 | Nu s-a desfășurat     | Nu s-a desfășurat | Nu s-a desfășurat | Nu s-a desfășurat |
| 1926        | Bartolomeo Costantini | Bugatti           | Lasarte           |                   |
| 1927        | Robert Benoist        | Delage            | Lasarte           |                   |
| 1928        | Louis Chiron          | Bugatti           | Lasarte           |                   |
| 1929        | Louis Rigal           | Alfa Romeo        | Lasarte           |                   |
| 1930        | Achille Varzi         | Maserati          | Lasarte           |                   |
| 1931 – 1932 | Nu s-a desfășurat     | Nu s-a desfășurat | Nu s-a desfășurat | Nu s-a desfășurat |
| 1933        | Louis Chiron          | Alfa Romeo        | Lasarte           |                   |
| 1934        | Luigi Fagioli         | Mercedes-Benz     | Lasarte           |                   |
| 1935        | Rudolf Caracciola     | Mercedes-Benz     | Lasarte           |                   |
| 1967        | Jim Clark             | Lotus-Cosworth    | Jarama            |                   |
| 1980        | Alan Jones            | Williams-Ford     | Jarama            |                   |

## Legături externe
- Circuit de Catalunya official website (click on English to change language)
- Spanish Grand Prix Statistics
- Catalunya F1 statistics